# Dolmen de la Pierre-Alot

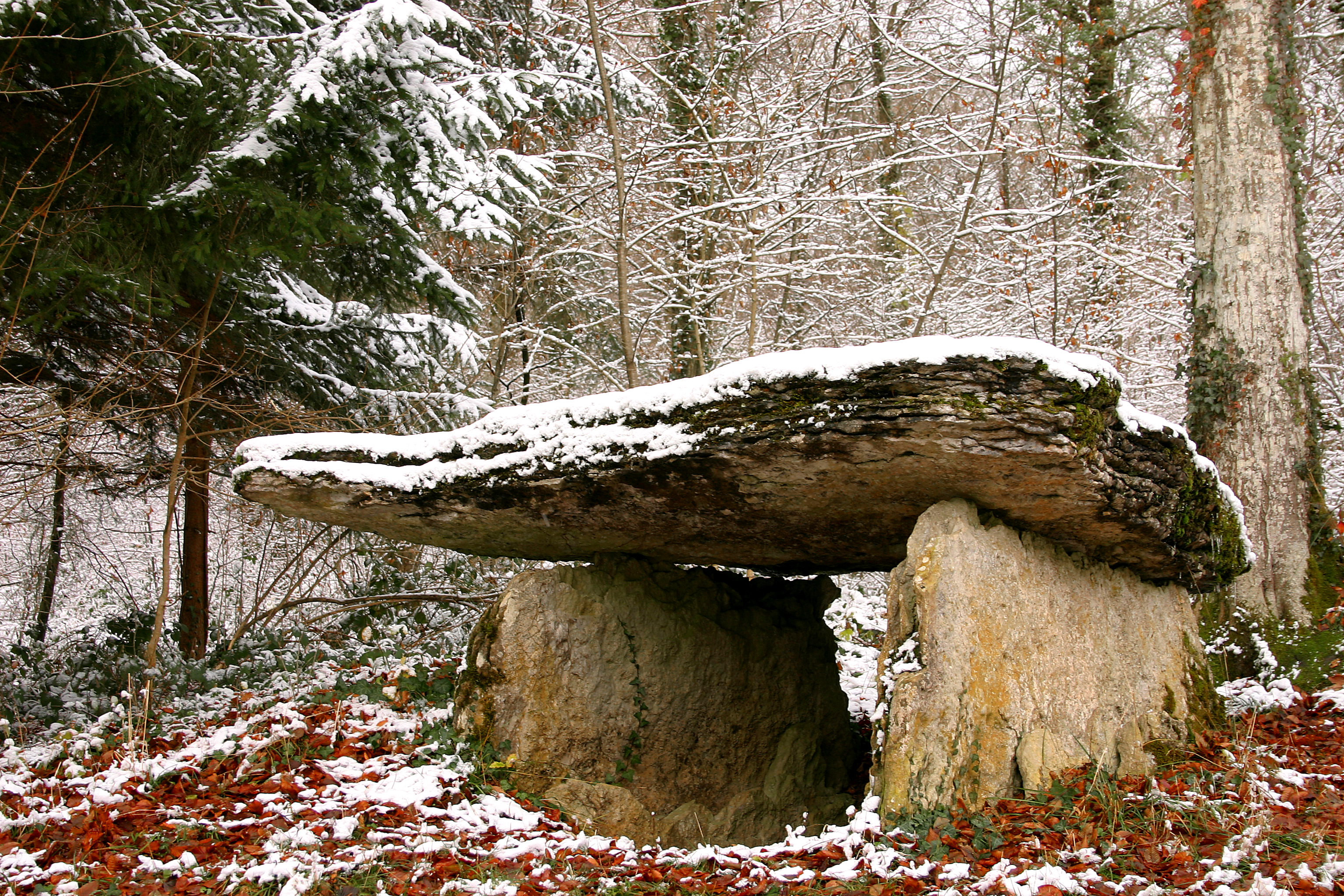
Dolmen de la Pierre-Alot

Der Dolmen de la Pierre-Alot (vermutlich von pierre à l’eau – Wasserstein; auch La Pierre Halot genannt) liegt im Wald von Lardigny im Weiler Mauvaignant Lardigny westlich von Vitry-lès-Nogent, etwa fünf Kilometer südlich von Nogent im Département Haute-Marne, in Frankreich. Der Name entstand, weil sich auf der horizontalen Fläche des Decksteins Mulden gebildet haben (oder eingetieft wurden), in denen Regenwasser stehen bleibt. Dolmen ist in Frankreich der Oberbegriff für Megalithanlagen aller Art (siehe: Französische Nomenklatur).
Der erhaltene Rest des Dolmens besteht aus zwei seitlichen Tragsteinen, einem Endstein und einem in situ horizontal aufliegenden, allseits überstehenden (einseitig vermutlich natürlich ausgebrochenen) Deckstein, mit einem Gewicht von etwa 9 Tonnen und einer Abmessung von etwa 3,2 × 3,0 Metern. Die Tragsteine haben eine Länge von etwa 2,5 Metern. Die Kammer ist nach Süden hin offen und misst etwa 2,0 × 1,0 Meter und ist am Zugang etwa 1,2 Meter hoch.
Die Überlieferung spricht von einem Krieger, der dort begraben ist. Der Dolmen ist seit 1889 ein Monument historique. In der Nähe liegt der ähnlich aufgebaute Dolmen La Pierre Tournante bei Nogent.
Gemeinsam mit 2 weiteren Gräbern werden sie auch Dolmens du Bois de Lardigny genannt:
Ein weiteres Grab Nr. 2 liegt etwa 300 m östlich von Pierre Allot im Zentrum eines Tumulus mit 10 bis 12 m Durchmesser. Die T-förmige Kammer besteht aus einem ersten, West-Ost-orientierten Teil, aus zwei Abschnitten von 3,0 m bzw. 2,0 m Länge und 0,80 Breite. Der zweite Teil misst 2,5 m bei 0,5 m Innenbreite. Alten Beschreibungen zufolge waren die Platten des zweiten Teils nach innen geneigt und berührten sich an den Oberseiten. Pater Bonaventura soll einige Knochenfragmente und drei geschnitzte Feuersteine entdeckt haben.
Grab Nr. 3 liegt etwa 30 m nördlich von Grab Nr. 2. Sein Zustand ist sehr schlecht. Die sichtbare Struktur in der Mitte eines Hügels mit einem Durchmesser von 7 bis 8 m ist Ost-West-orientiert und etwa 3,0 × 0,9 m groß. Mehrere an der Oberfläche sichtbare Platten entsprechen möglicherweise den seitlichen Orthostaten. Laut Pater Bonaventura hatte es zwei Kammern.